# Prinsesse Peach
Prinsesse Peach er prinsessen man skal redde i Super Mario-spillene.
Oprindeligt hed hun Pauline i Donkey Kong spillene, men det blev altså lavet om senere.
Hun bor i det fiktive univers Mushroom Kingdom eller svamperiget med sin lille svampelignende tjener Toad. Mushroom Kingdom er som regel et sted med fred og idyl, men denne bliver dog regelmæssigt afbrudt af den onde Bowser som forårsager kaos.
| Spilfigurer | Spire Denne spilfigur-relaterede artikel er en spire som bør udbygges. Du er velkommen til at hjælpe Wikipedia ved at udvide den. |